# Дионисий (путешественник)
Дионисий (др.-греч. Διονύσιος) — греческий путешественник, посетивший Индию в первой половине III века до н. э.
О путешествии Дионисия, осуществлённом по поручению египетского царя Птолемея II, известно только из сообщения Плиния Старшего. По мнению И. Дройзена, Дионисий был послом к индийскому правителю в Палимбатре. С этим предположением согласился немецкий географ Р. Хенниг, полагавший, что Птолемей II отправил ответную дипломатическую миссию к маурийскому царю Ашоке. По замечанию исследователя А. Г. Рооса, Дионисий следовал в Индию не по морю, а по суше.